# Неспуштени тестиси
Неспуштени тестиси или крипторхизам од грчких речи kryptos (скривен) и orchis (тестис), су сви облици патолошке локализације тестиса, који спадају у релативно честе урођене аномалија мушких полних органа. До застоја спуштања тестиса настаје када је он заостао у свом развојном путу (спуштања) од ретроперитонеалног простора до скротума (мошница). Док се код ектопије, тестис се налази на необичајеном месту.
У највећем броју случајева тестиси дечака се спуштају у 9. месецу трудноће, тако да су неспуштени тестиси честа појава код новорођенчади која се превремено рађају, а мање изражена појава код термински рођених новорођенчади, мада се до прве године живота то практично изједначи, јер тестиси могу да се у највећем броју случајева сами спусте у мошницу до краја прве годину живота детета.
Неке бебе имају стање звано увлачење, ретракција или мобилан тестис, код кога је тестис нормалан, али због мишићног рефлекса он се „извлачи” из скротума. То се дешава зато што су тестиси још увек мали, а њихова петељка еластична до пубертета. Ови тестиси ће се спустити нормално у пубертету и операција није потребна.
Тестиси који се природно не спуштају у скротум сматрају се ненормалном појавом, која може да резултује развојем рака, чак и ако се оперативно доведе у скротум. Рак је вероватнији и у другом тестису.
Физикални преглед је најважније средство у дијагностичкој процени крипторхизма, и заснован је на пажљивом посматрању скротума при манипулације. Одређивање да ли је тестис опипљив је од суштинског значаја. Ако је тестис опипљив, треба утврдите да ли се може увући у скротум. Увучени тестис треба да остане у за то одређеном делу скротума после манипулације.
Дијагностичка лапароскопија је најпоузданија техника за локализацију непалпабилних тестиса.
Лечење је оперативно — хируршко спуштање тестиса у скротум. Операција може побољшати производњу сперме и повећати шансе за добру плодност, али и омогућити евентуално рано откривање рака. У неким случајевима се тестис не може наћи, чак ни током операције. То може бити последица проблема који су се јавили пре рођења током интраутериног развоја.

## Називи
Неспуштени тестиси — Крипторхизам — Празан скротум — Монорхизам — Ретрактилни тестиси.

## Епидемиологија
Неспуштени тестиси су на глобалном нивоу присутни код 1,0 - 4,6% деце рођене у физиолошком термину и/или са масом на рођењу > 2,5 кг. Код превремено рођене деце и/или новорођенчади са масом на рођењу < 2,5 кг учесталост је 1,1 до 45,3%.
Ризик од крипторхизма је :
- 8,8% код браће,
- 24,1% код дизиготних близанаца
- 27,3% код монозиготних близанаца.[4]

Иако се око 4% здравих дечака рођених у термину роди са једним или оба неспуштена тестиса, након 6 месеци тај број опада на отприлике 2%, а до старости од годину дана смањује се за још 0,2-0,5%.

## Етиологија
Неспуштени тестиси могу бити изолована аномалија или у склопу неког генетичког поремећаја или синдрома. За сада његови узроци нису у потпуности објашњени.
Генетика
Наслеђивање је мултифакторијално, већи је утицај наслеђа са мајчине стране, а значајни су и фактори околине.
Фактори ризика
Фактори ризика за појаву неспуштеног тестиса су:
- превремено рођење,
- новорођенче из близаначке трудноће,
- мала тежина новорођенчета на рођењу,
- конзумирање алкохола током трудноће,
- пушење дувана труднице,
- гојазност мајке у трудноћи,
- шећерна болест мајке,
- изложеност пестицидима.

## Патофизиологија
Спуштање тестиса у скротум одвија се у две фазе.
- Почетно трансабдоминално спуштање — у првом триместру,
- Ингвиноскротална фаза спуштања тестиса — андроген зависна, која се дешава између 25 и 35 недеље гестације.[7]

Мобилни тестиси
Мобилни тестиси (тестис мигранс) суједна од форми неспуштених тестиса, код које је део времена тестис није у скротуму, већ се повлаче у препонске канале. Обично се они спонтано спутају у скротум приликом купања у топлој води, када се лако могу напипати.

## Клиничка слика
Клиничка слика неспуштених тестиса је највећим делом без присутва симптома, јер осим објективног одсуства тестиса у скротуму (што се назива и празна скротум), ова аномалија на изазива никакве промене у организму.

## Дијагноза
Физикални преглед је најважније средство у дијагностичкој процени крипторхизма. Пацијент се мора прегледати у топлом, опуштеном окружењу. Важно је пажљиво посматрање скротума пре манипулације. Постављањем дететових ногу у „положај жабе” може се користити за олакшавање палпације тестиса.
Одређивање да ли је тестис опипљив је од суштинског значаја. Ако је тестис опипљив, утврдите да ли се може увући. Увучени тестис треба да остане у одређеном делу скротума после манипулације.
Најбољи начин оцењивања неспуштеног тестиса је да се почне палпирати на нивоу ингвиналног канала и извођењем лаганих покрета према скротуму.
Током прегледа треба обратити пажњу на асиметрију хемискротума и контралатералну хипертрофију тестиса; оба су парцијални показатељи одсутног тестиса. Испитивање потенцијалних ектопичних места (нпр подручја пениса, фемура и перинеала) је важно ако се тестис не осети у ингвиналном подручју. Пацијенти са хипоспадијом и крипторхидизмом имају већу учесталост поремећаја полног развоја, па би требало размотрити даљу ендокринолошку обраду.
Дијагностичка лапароскопија
Дијагностичка лапароскопија је најпоузданија техника за локализацију непалпабилних тестиса. Обавља се заједно са дефинитивном терапијом (лапароскопска орхиопексија или отворена орхиопексија). Лапароскопски налази могу бити од користи у дијагностици ингвиналног канала, и за одлучивање између једностепене и двостепене интервенције и за процену виталности гонада. Такође може помоћи у разјашњењу анатомије у сложеним случајевима поремећаја полног развоја.
Ултрасонографија
Ултразвук се користи у дијагностичке сврхе само код непалпабилних тестиса (у око 30% случајева).
Остале сликовне методе
Остале визуализационе дијагностичке методе не треба рутински користити због непрецизности, трошкова, лажно позитивних резултата и потребе за анестезијом.

## Диференцијална дијагноза
Диференцијално дијагностички треба имати у виду:
- Ретрактилни тестис
- Анорхију
- Интра-абдоминални тестис
- Синдром нестајућег тестиса или уврнутог тестиса који је резултат перинаталне торзије.[8]

## Терапија
Терапија неспуштених тестиса може бити хируршка, хормонска. Главни циљеви лечења неспуштених тестиса, било да се ради о хормонској или хируршкој терапији, су:
- Да се тестису омогући да заузме нормалан анатомски положај,
- Да се очува плодност и производња хормона,
- Да се дијагностикује потенцијални малигнитети тестиса.

Остале терапијске методе укључују корекцију придружених хернија и спречавање торзије семене врпце тестиса.
Мобилне тестисе по правилу није потребно лечити, јер се они лако могу навући у скротум, где неко време спонтано и остају, или ће се сами спустити у скротум почетком пубертета. Мађутим њихово спуштање треба редовно пратити како се не би заменили за неспуштене тестисе и обрнуто, како се прави, неспуштени тестиси не би прогласили за мобилне и тако изгубило драгоцено време.
Хируршка терапија
Орхидопексија је хируршка метода избора за тестисе који се не спусте спонтано до 6 месеца живота одојчета. Уколико нису спуштена оба тестиса, могућа је и обострана операција (која се изводи у неким земљама), док се у Србији „прво оперише једна страна, а по краћем опоравку од 6 недеља до 3 месеца и друга страна.”
Операцију треба урадити пре 18 месеца живота, а контролни преглед након 12 месеци од орхидопексије.
Током детињства све до пубертета дечаке са ретрактилним и асцедентним тестисима треба прегледавати најмање једном годишње до пубертета.
Хормонска терапија
Улога хормонске терапије пре орхидопексије у циљу побољшања фертилитета није до краја разјашњена.

## Компликације
Могуће компликације ове аномалије су:
- Оштећење тестиса током операције
- Неплодност у каснијем животу
- Карцином тестиса (у једном или оба тестиса).[15]